# Pospelicha
Pospelicha (russisch Поспе́лиха) ist ein Dorf in der Region Altai (Russland) mit 12.496 Einwohnern (Stand 14. Oktober 2010).

## Geographie
Das Dorf liegt in den Steppen des nordwestlichen Altaivorlandes, 200 Kilometer südwestlich der Regionshauptstadt Barnaul am linken Ufer des Ob-Nebenflusses Alei.
Pospelicha ist Verwaltungszentrum des gleichnamigen Rajons Pospelicha.

## Geschichte
Das Dorf Pospelicha wurde 1748 gegründet und nach einem wenige Kilometer flussaufwärts in den Alei mündenden Bach benannt. Es entwickelte sich bis zur Wende zum 20. Jahrhundert zum Verwaltungszentrum einer Wolost (etwa Landgemeinde) des Okrugs Smeinogorsk des damaligen Gouvernements Tomsk. 1904 wurde eine Kirche errichtet. In dieser Zeit hatte der Ort etwa 4000 Einwohner.
Im Zusammenhang mit dem Bau der Eisenbahnstrecke Nowonikolajewsk–Barnaul–Semipalatinsk – später Teil der Turkestan-Sibirischen Eisenbahn – ab 1913 entstand in einiger Entfernung vom alten Dorf eine gleichnamige Bahnstation, die am 3. November 1915 offiziell eröffnet wurde. Für die bei der Station entstandene Siedlung wird häufig 1916 als Gründungsjahr angegeben und auf den gesamten Ort bezogen. Mit der Gründung des Rajons 1924 wurde die Stationssiedlung dessen Verwaltungszentrum.
Im Rahmen der – auch propagandistisch – großangelegten Kampagne zur Urbarmachung landwirtschaftlich bislang ungenutzter Gebiete („Neulanderschließung“) in Kasachstan und Südwestsibirien in den 1950er Jahren entstanden in Pospelicha mehrere größere Betriebe. Die Ortsteile wuchsen zusammen, und die Einwohnerzahl stieg erheblich, sodass 1958 der Status einer Siedlung städtischen Typs verliehen wurde. Seit 1992 ist Pospelicha jedoch trotz weiterhin wachsender Einwohnerzahl wie eine Reihe vergleichbarer Ortschaften der Region mit landwirtschaftlicher Orientierung wieder Dorf.

### Bevölkerungsentwicklung
| Jahr | Einwohner |
| ---- | --------- |
| 1939 | 8.551     |
| 1959 | 10.751    |
| 1970 | 11.770    |
| 1979 | 12.299    |
| 1989 | 13.131    |
| 2002 | 13.693    |
| 2010 | 12.496    |

Anmerkung: Volkszählungsdaten

## Wirtschaft und Infrastruktur
Pospelicha ist Zentrum eines bedeutenden Landwirtschaftsgebietes mit vorwiegendem Getreideanbau und Rinderhaltung. Im Ort gibt es Betriebe zur Verarbeitung landwirtschaftlicher Erzeugnisse (Großbäckerei und -molkerei, Teigwarenfabrik, Getreidesilo) sowie der Bauwirtschaft und Reparatur landwirtschaftlicher Geräte.
Der Ort liegt an der Eisenbahnstrecke Nowosibirsk–Barnaul–Rubzowsk–kasachische Grenze (Streckenkilometer 439).
Einige Kilometer nördlich des Dorfes führt die parallel zur Bahnstrecke in Richtung Semei (Kasachstan) verlaufende Fernstraße A349 vorbei, von der hier die Regionalstraße R370 über Smeinogorsk in das ebenfalls unweit der kasachischen Grenze in Richtung Öskemen gelegene Dorf Tretjakowo abzweigt.